# My Very Best
My Very Best è un album di raccolta della cantante svedese Agnetha Fältskog, pubblicato nel 2008.
L'album è composto da due dischi: uno in lingua svedese e uno in lingua inglese.

## Tracce

### CD 1
1. S.O.S. (Swedish version) – 3:24 (Benny Andersson, Björn Ulvaeus, Stig Anderson)
2. Var det med dej? – 3:39 (Agnetha Fältskog, Bosse Carlgren)
3. När du tar mig i din famn – 4:07 (Agnetha Fältskog, Ingela Forsman)
4. Många gånger än – 2:35 (Agnetha Fältskog, Peter Himmelstrand)
5. En sång om sorg och glädje – 4:06 (Mario Capuano, Giosy Capuano, Stig Anderson)
6. Dröm är dröm, och saga saga – 3:25 (Gianluigi Guarnieri, Pier Paolo Preti, Stig Anderson)
7. Doktorn! – 2:51 (Agnetha Fältskog, Bosse Carlgren)
8. Tack för en underbar vanlig dag – 2:39 (Agnetha Fältskog, Bosse Carlgren)
9. Så glad som dina ögon – 3:00 (Agnetha Fältskog, Kenneth Gärdestad)
10. Vart ska min kärlek föra (Swedish version of I Don't Know How To Love Him) – 3:20 (Andrew Lloyd Webber, Tim Rice, Britt G Hallqvist)
11. Tio mil kvar till Korpilombolo – 3:00 (Agnetha Fältskog, Peter Himmelstrand, Björn Ulvaeus)
12. Så här börjar kärlek (with Björn Ulvaeus) – 2:31 (Peter Himmelstrand)
13. Sången föder dig tillbaka – 3:13 (Agnetha Fältskog, Börje Carlsson)
14. Dom har glömt – 3:49 (Agnetha Fältskog, Bosse Carlgren)
15. Om tårar vore guld – 3:27 (Agnetha Fältskog)
16. Allting har förändrat sig – 3:10 (Karl Gerhard Lundkvist)
17. Fram för svenska sommaren – 2:26 (Jack E Lit, Lou Herscher, Ruth Grahm, Karl Gerhard Lundkvist)
18. Jag var så kär – 3:19 (Agnetha Fältskog)

### CD 2
1. Wrap Your Arms Around Me – 5:16 (Mike Chapman, Holly Knight)
2. Little White Secrets – 4:04 (Ellen Schwartz, Roger Bruno, Susan Pomerantz)
3. Can't Shake Loose – 4:21 (Russ Ballard)
4. The Heat Is On – 3:53 (Florrie Palmer, Tony Ashton)
5. If I Thought You'd Ever Change Your Mind – 3:13 (John Cameron)
6. I Stand Alone – 4:48 (Peter Cetera, Bruce Gaitsch)
7. Mr. Persuasion – 2:41 (Susan Lynch, Larry Whitman)
8. I Won't Let You Go – 3:39 (Agnetha Fältskog, Eric Stewart)
9. If You Need Somebody Tonight – 3:32 (Diane Warren, Albert Hammond)
10. Never Again (with Tomas Ledin) – 3:52 (Tomas Ledin)
11. Let It Shine – 3:58 (Austin Roberts, Bill LaBounty, Beckie Foster)
12. Take Good Care of Your Children – 3:43 (Tomas Ledin)
13. Sometimes When I'm Dreaming – 3:11 (Mike Batt)
14. The Way You Are (with Ola Håkansson) – 3:45 (Norell Oson Bard)
15. I Won't Be Leaving You – 5:34 (Eric Stewart)
16. When You Walk in the Room – 3:34 (Jackie DeShannon)
17. The Winner Takes It All (ABBA Version) – 4:55 (Benny Andersson, Björn Ulvaeus)